# Acacesia
Genre
Acacesia est un genre d'araignées aranéomorphes de la famille des Araneidae.

## Distribution
Les espèces de ce genre se rencontrent en Amérique.

## Liste des espèces
Selon World Spider Catalog (version 17.0, 17/01/2016) :
- Acacesia benigna Glueck, 1994
- Acacesia graciosa Lise & Braul, 1996
- Acacesia hamata (Hentz, 1847)
- Acacesia tenella (L. Koch, 1871)
- Acacesia villalobosi Glueck, 1994
- Acacesia yacuiensis Glueck, 1994

## Publication originale
- Simon, 1895 : Histoire naturelle des araignées. Paris, vol. 1, p. 761-1084 (texte intégral).